# Lomatia spiloptera
Lomatia spiloptera är en tvåvingeart som beskrevs av Mario Bezzi 1924. Lomatia spiloptera ingår i släktet Lomatia och familjen svävflugor. Inga underarter finns listade i Catalogue of Life.